# The Year of the Voyager
The Year of the Voyager är ett livealbum av det progressiv metal-bandet Nevermore, utgivet 2008 av skivbolaget Century Media Records. Albumet spelades in 11 oktober 2006 i klubben Zeche i Bochum i Tyskland. Albumet utgavs som en dubbel-CD och en trippel-LP. The Year of the Voyager utgavs också som en dubbel-DVD med ytterligare material.

## Låtlista
Disc 1
1. "Final Product" – 5:09
2. "My Acid Words" – 6:04
3. "What Tomorrow Knows" / "Garden of Grey" – 7:23
4. "Next in Line" – 5:21
5. "Enemies of Reality" – 4:52
6. "I, Voyager" – 6:14
7. "The Politics of Ecstasy" – 7:36
8. "The River Dragon Has Come" – 5:16
9. "I Am the Dog" – 4:46
10. "Dreaming Neon Black" – 6:32

Total speltid: 59:13
Disc 2
1. "Matricide" – 5:44
2. "Dead Heart in a Dead World" – 4:41
3. "Inside Four Walls" – 5:20
4. "The Learning" – 9:50
5. "Sentient 6	" – 7:01
6. "Narcosynthesis" – 6:02
7. "The Heart Collector" – 6:53
8. "Born" – 5:58
9. "This Godless Endeavour" – 9:25

Total speltid: 01:00:54

## Medverkande
Nevermore
- Warrel Dane – sång
- Jeff Loomis – gitarr
- Steve Smyth – gitarr
- Jim Sheppard – basgitarr
- Van Williams – trummor

Produktion
- Colin Marks – omslagskonst